# 寇特·威爾
库尔特·尤利安·魏尔（德語：Kurt Julian Weill，1900年3月2日—1950年4月3日），德國（晚年歸化美國籍）作曲家，自1920年代起活躍至過世。他是劇院的首席作曲家，並替音樂廳創作了許多作品。

## 音乐
魏尔与德国著名剧作家贝托尔特·布莱希特合作创作了几部著名的歌剧，包括《三分钱歌剧》《马哈哥尼城的兴衰》等。